# Gladys Priestley
Gladys Priestley (Montreal, 17 giugno 1938) è un'ex nuotatrice canadese.
Specializzata nello stile libero, ha partecipato ai Giochi di Helsinki 1952 e di Melbourne 1956, gareggiando nei 100m sl, nei 400m sl nella Staffetta 4x100m sl.
Ai Giochi panamericani del 1955, ha vinto 1 argento nella Staffetta 4x100m sl.